# NGC 4545
NGC 4545 este o galaxie spirală situată în constelația Dragonul. A fost descoperită în 20 martie 1790 de către William Herschel. Se află la o distanță de 34,51 de megaparseci de Pământ.